# Marc Porci Cató Uticenc

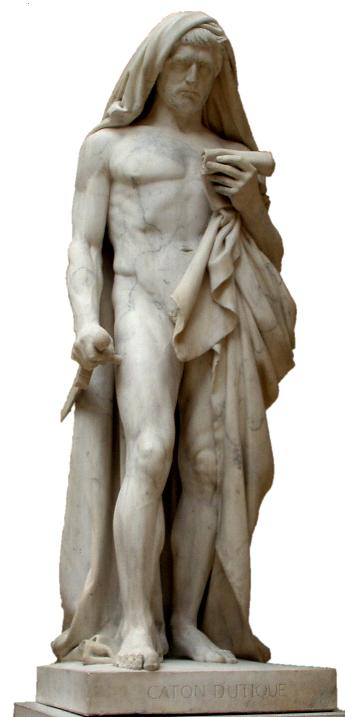
Estàtua renaixentista de Cató el Jove. S'està a punt de suïcidar després de llegir un exemplar del Fedó (el diàleg de Plató que narra el suïcidi de Sòcrates).

Marc Porci Cató Uticenc (llatí: Marcus Porcius Cato Uticensis; 95 aC - 46 aC, Útica), més conegut com a Cató d'Útica o Cató el Jove, fou un polític i militar romà del segle i aC. Era fill de Marc Porci Cató i besnet de Cató el Vell, i, per tant, feia part de la gens Pòrcia, d'origen plebeu, i de la família dels Catons.
Famós per la seva honestedat i els seus principis conservadors, no va suportar viure en un entorn ple de corrupció i lluites pel poder; una vegada derrotat el bàndol pompeià en la guerra contra Cèsar, es va suïcidar a Útica, i alguns autors han comparat la seva mort voluntària amb la de Sòcrates. Per la seva defensa dels valors republicans i tradicionals, els autors posteriors el tengueren per model de conducta i virtut.

## Primers anys
Els seus pares van morir essent encara jove i es va criar a casa de son oncle Marc Livi Drus, germà de la seva mare, junt amb la seva germana Pòrcia (després esposa de Luci Domici Ahenobarb) i amb un germanastre d'un altre matrimoni de la mare, Quint Servili Cepió. A la mort de Drus el 91 aC, va passar a custòdia de Sarpèdon, el seu mestre. Segons Plutarc, va ser un alumne avançat, que refusava d'acceptar els ensenyaments sense qüestionar-se'ls prèviament.
Quan va rebre la seva part de la fortuna del pare (120 talents), es va independitzar. Va estudiar amb Antípatre de Tir la filosofia dels estoics. Es va interessar pel culte d'Apol·lo i en va ser sacerdot durant un temps. Va tenir com a amic íntim el seu germanastre, Cepió.
Va fer les primeres campanyes militars com a voluntari (72 aC) sota el cònsol Gel·li Publícola contra Espàrtac, exèrcit en què Cepió era tribú militar. El 67 aC es va presentar candidat a tribú militar i fou elegit; amb aquest càrrec es va incorporar a l'exèrcit del propretor Marc Rubri a Macedònia on va dirigir una legió i es va guanyar l'estimació dels soldats.
Va demanar una llicència de dos mesos per anar a veure al filòsof Atenodor Cordilió a Pèrgam, i va tornar amb ell a Macedònia. Aviat es va assabentar que el seu germanastre Cepió s'havia posat malalt a Enos, Tràcia, i va anar cap allà en vaixell, però no va arribar a temps de veure'l viu. Li va fer un esplèndid funeral (que va costar 8 talents) i li va erigir un monument de marbre de Tasos. Les cendres de Cepió foren portades a Roma.

## Qüestor

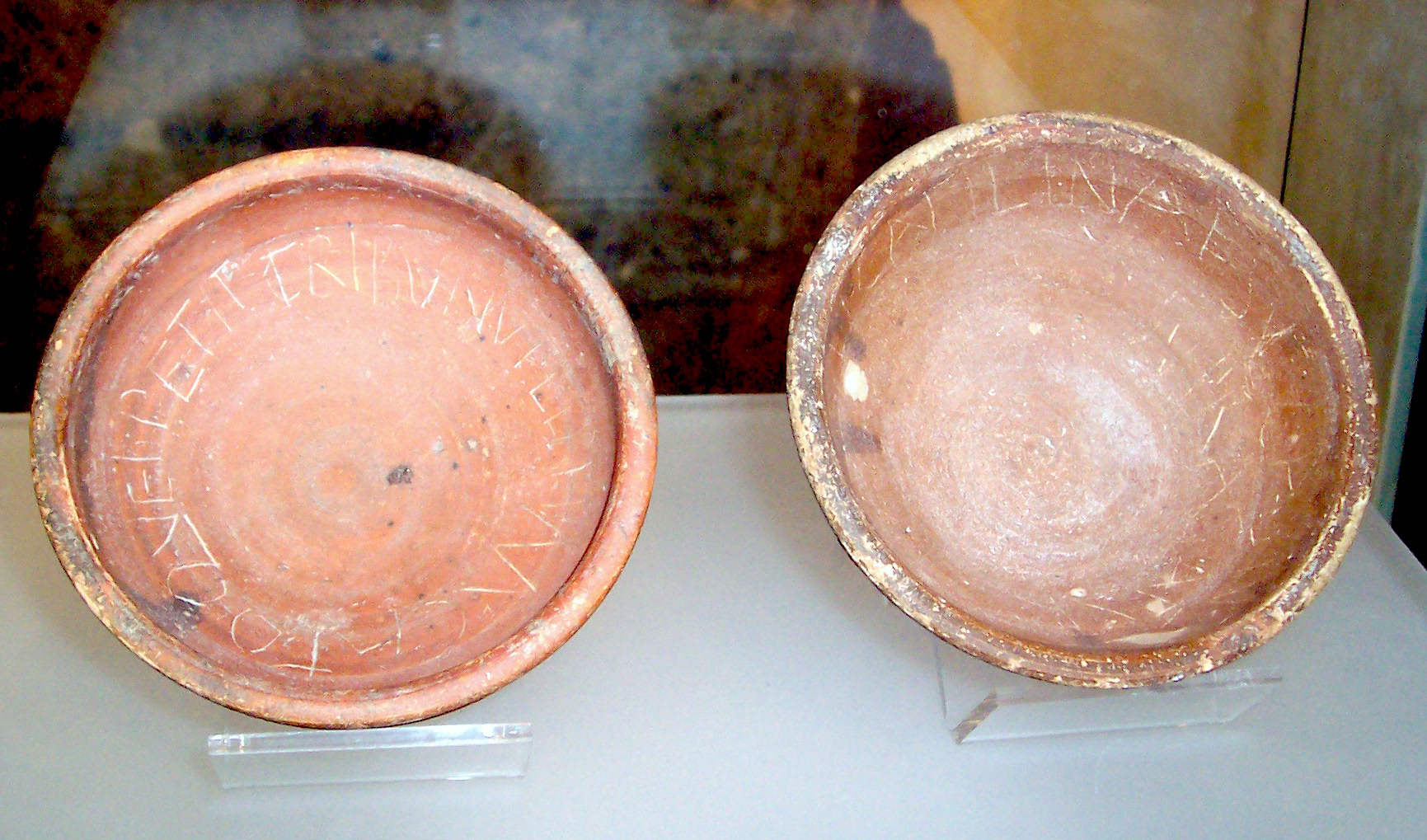
A l'antiga Roma era tradició oferir plats amb menjar com a propaganda electoral amb la inscripció del candidat. El plat de l'esquerra és de l'any i porta el nom de Cató, el de la dreta és de l'any 66 aC i porta el nom de Catilina

Es va presentar a candidat a qüestor, després d'haver adquirit llibres que li donaven tots els coneixements necessaris (per 5 talents, un preu força elevat). Així va imposar als escribes les normes legals, que aquests vulneraven confiats que el seu cap no coneixia les lleis. Amb el càrrec de qüestor va fer canvis importants en la tresoreria pública, agilitzant activitats que prèviament estaven gairebé sense control en mans dels escrivans i comptables. Es van pagar tots els deutes que la Hisenda tenia pendent, recuperat antics deutes amb persones particulars. També verificava meticulosament l'autenticitat dels documents sol·licitats pels cònsols. A més d'augmentar les reserves de l'efectiu del Tresor durant el seu càrrec, va convertir el qüestorat en una institució respectada. Cató també va advocar pel retorn dels béns confiscats durant les proscripcions dels partidaris de Sul·la, sense recórrer als tribunals, i va denunciar públicament els executors més actius de les proscripcions, després de la qual cosa cada particular els va denunciar als tribunals (prèviament temien fer-ho per la por als amics de Sul·la).
Després, segurament va anar a Àsia, a la cort del rei Deiòtar de Paflagònia, amic del seu pare, i va anar a Pessinunt, la seu de la Gran Mare dels déus. En tornar a Roma (63 aC) es va trobar que Lucul·le s'havia casat amb una de les seves germanastres, Servília, i demanava els honors del triomf per les seves victòries contra Mitridates VI Eupàtor, cosa que va obtenir, i tot seguit va tenir el suport de Cató tot i l'oposició de Memmi, home de Pompeu.

## Tribú
Es va retirar a Lucània amb els seus llibres i amics filòsofs, però de camí es va trobar amb una comitiva de Metel Nepot, que era seguidor de Pompeu i volia obtenir el tribunat. Així, l'any 62 aC va tornar a Roma i va ser elegit pel tribunat, però sense poder impedir també l'elecció de Metel.

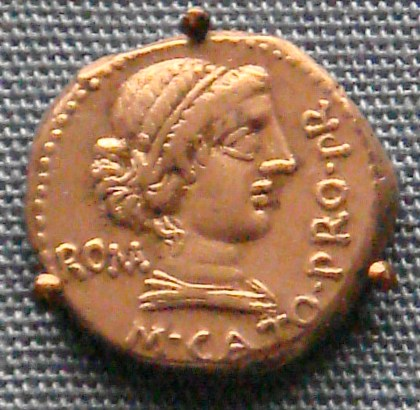
Denari de lata amb la imatge de la personificació de Roma i el nom de Cató (47—46 aC)

En una reunió del Senat, l'any 63 aC va anunciar la seva intenció de portar Luci Sergi Catilina davant el tribunal quan, en aquell moment, la trama d'una conspiració contra els cònsols era només a nivell de rumors. A la reunió del 5 de desembre, va ser un dels darrers a parlar, i el seu discurs va inclinar la decisió de la majoria cap a la proposta de castigar amb pena de mort els conspiradors, tot i que havien acordat prèviament fer cas de la proposta moderada de Juli Cèsar d'exiliar-los. Cató va declarar obertament que Cèsar podia ser un partidari de Catilina. Aquesta sessió es considera un rar exemple de com dos joves senadors que encara no havien estat cònsols va tenir una intervenció fonamental en la formació de la decisió final. Gràcies a aquest fet la reputació de Cató va ser portada a un altre nivell. Més tard Ciceró diria de Cató que era el «pare de la pàtria» (pater patriae).
El mateix any, Cató va ser un dels fiscals en el cas contra Luci Licini Murena. El cas es va iniciar sota l'acusació de violar la llei electoral, utilitzant suborns. Mogut pels seus principis morals, Cató es va unir al cas «en interès de la república». La direcció del procés va recaure en Dècim Juni Silà, que era cunyat de Cató. Cató va cridar per ajudar-lo en l'acusació a Servi Sulpici Rufus, un dels perdedors en les eleccions. El defensor més eminent de Murena fou Ciceró, el qual va pronunciar un discurs que ha arribat fins als nostres dies, «ple d'acudits sobre el sentit de la llei i la interpretació dels estoics», òbviament burlant-se de Cató. Cal assenyalar que l'estil juganer de Ciceró estava en el fons dissenyat per tal de no ferir les conviccions dels jutges, que podrien seguir la mateixa filosofia que Cató. Al final, el cas es va decidir a favor de Murena. Se suposa que això es va deure al fet que l'última audiència va tenir lloc al novembre o desembre, quan la conspiració oberta de Catilina va agreujar la situació a la ciutat, i només Cató estava interessat en la celebració de noves eleccions en condicions inestables.
En endavant, Cató fou afiliat al partit dels optimats, mirant de fer tornar el partit cap als ideals republicans dels quals se n'estava allunyant. Va proposar una llei per reduir el preu del pa; pel que sembla, això es va fer per contrarestar la creixent influència de César. El 60 aC es va oposar al tribú Luci Flavi de recompensar als veterans de Pompeu amb terres. Cèsar, al seu retorn d'Hispània, va demanar els honors del triomf, i Cató ho va voler evitar, però Cèsar va renunciar al triomf a canvi del consolat. Quan es van proposar eleccions a cònsol molts senadors, entre els quals Cató, es van oposar a la candidatura de Cèsar, perquè no era present a Roma i era obligatori per llei que els candidats fossin presents. El darrer dia de la discussió, Cató va pronunciar un discurs que va fer que Cèsar no volgués acceptar la celebració d'un triomf que proposaven els seus partidaris.
La proposta de Clodi de privar del seu regne a Ptolemeu de Xipre, sense cap justificació, i d'encarregar a Cató d'unir l'illa a l'imperi, el va apartar de Roma. Cató va acomplir la tasca encomanada informant al rei, el qual es va suïcidar, i Cató va retornar a Roma el 56 aC. Clodi Pulcre el va acusar injustament d'enriquiment i Ciceró va trobar un punt feble a Clodi, però Cató va rebutjar utilitzar-lo; des de llavors les relacions entre Cató i Ciceró foren fredes.
L'any 58 aC va estar a Xipre amb el seu nebot Marc Juni Brutus d'on van tornar amb un important botí i va ser recompensat pel senat amb el dret a portar toga amb la vora porpra els dies festius.

## Les dones de Cató
En la seva joventut, Cató havia estat enamorat d'Emília Lèpida, una noia de classe patrícia, la qual també l'estimava però que finalment es va casar amb l'home amb qui els pares havien concertat matrimoni, Quint Cecili Metel Pius Escipió. Cató es va haver de conformar a escriure uns versos maleint la seva sort. Anys més tard es va casar amb Atília, amb qui va tenir un fill i una filla.

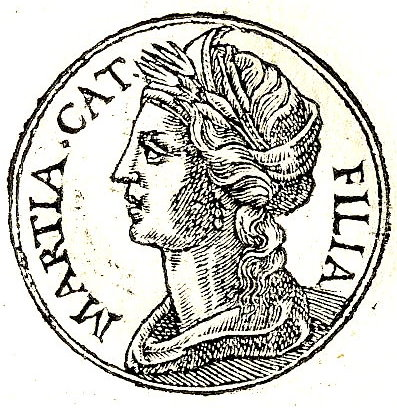
Màrcia, la dona amb qui va tenir un estrany acord.

Després de divorciar-se d'Atília, per incompatibilitat de caràcters, es va casar amb Màrcia, filla de Luci Marci Filip, amb qui va tenir tres fills. Durant el seu matrimoni amb Màrcia, Cató va fer amistat amb l'orador Quint Hortensi Hòrtal. Aquest home era un admirador de Cató, i li va proposar casar-se amb Pòrcia, la seva filla. Cató s'hi va oposar perquè Pòrcia ja estava casada amb Marc Calpurni Bíbul i, a més, Hortensi, de seixanta anys, era uns trenta anys més gran que Pòrcia. Llavors, Hortensi va suggerir de casar-se amb Màrcia, argumentant que a ell ja li havia donat tres hereus. Cató va consentir, amb la condició que el pare de Màrcia hi estigués d'acord. Després de la mort d'Hortensi l'any 50 aC, Màrcia va tornar a viure amb Cató. A Plutarc li va semblar que hi va haver un divorci, i Heineccius esmenta el cas com un matrimoni concertat com a coemtio i dissolt per remancipatio, però això no explica que a la mort d'Hortensi tornés amb Cató i fos altra vegada la seva dona.

## Triumvirat
Cató es va oposar al triumvirat i el 55 aC va assistir activament Luci Domici Ahenobarb per obtenir el consolat en contra de Pompeu i Cras, que foren elegits. En les eleccions es van produir disturbis en els quals Cató fou ferit i va escapar pels pèls. Ell mateix es va presentar a candidat a pretor contra Vatini, però no fou elegit en no acceptar subornar els comicis.
Es va oposar a la Llei Trebònia, que donava poders als triumvirs. El 54 aC fou elegit per fi pretor, que fou la magistratura més alta a la qual va arribar. El seu assaig d'acabar amb els suborns dels comicis va enutjar tant els compradors com els venedors de vots.
Després de la mort de Cras, i quan el senat havia de triar entre Cèsar i Pompeu, Cató es va decantar pel segon. El 52 aC Pompeu va demanar la dictadura, però com que no se li va donar, Bíbul va proposar fer-lo cònsol únic, i Cató hi va estar d'acord. L'any següent Cató fou candidat al consolat però, sense suborns, altre cop no fou elegit enfront de Servi Sulpici i Marc Claudi Marcel, que tenien el suport de Cèsar i de Pompeu.

## Guerra civil
Si bé és cert que Cató es va oposar a la concentració de poder que reclamava Cèsar, l'acusació d'intent d'assassinat a través de Luci Veti sembla que va ser una maniobra de Cèsar per desacreditar Cató i els altres oponents.
L'any 49 aC Cató va donar suport als procediments que donaven aparença de legalitat als preparatius. El canvi de posició respecte a Pompeu l'explicava dient: «l'autor d'aquests problemes ha de ser el mateix que ha de posar-ne fi». Al mateix temps, es va negar a convertir-se en un assessor de Pompeu. A l'arribada de Cèsar va fugir a Campània amb els cònsols elegits el 51 aC Marc Claudi Marcel i Servi Sulpici Rufus, i després va recomanar una política de conciliació.
El senat li va encomanar com a propretor la província de Sicília, però en desembarcar Curió amb tres legions, Cató va dir que no posaria la població local en perill i es va unir a Pompeu a Dirràquium. Després de la victòria de Pompeu, Cató va rebre el comandament del campament i, per tant, no va ser present a la batalla de Farsàlia (48 aC).

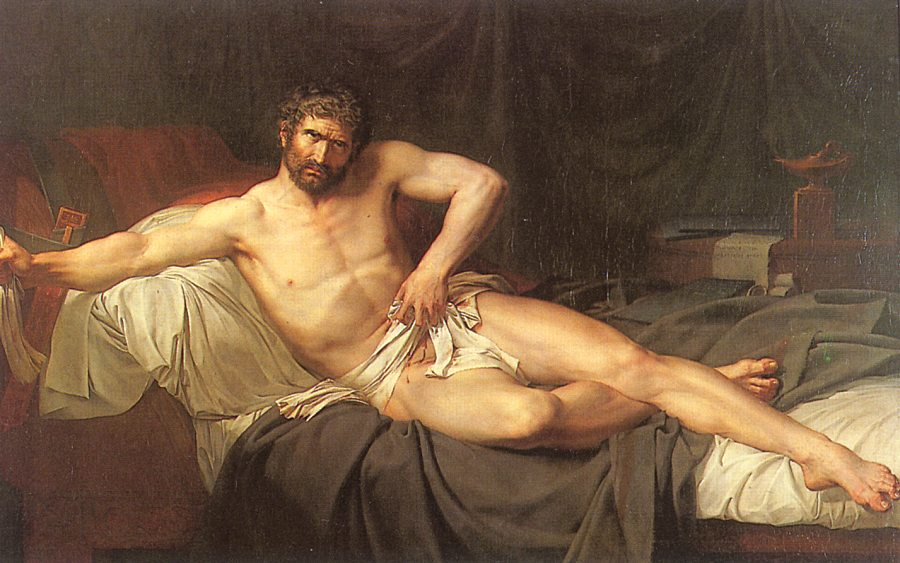
La mort de Cató, pintura de Guyon-Leterrier (1795). Els seus amics van sospitar que volia suïcidar-se pel discurs que va fer durant el sopar.

Després de la batalla es va embarcar cap a Corcira amb les seves forces i la flota al seu càrrec i va oferir el comandament a Ciceró, que ara volia una reconciliació amb Cèsar, però Ciceró va rebutjar el comandament i Cató va anar a l'Àfrica, on esperava trobar Pompeu. Però en el camí va rebre notícies del seu assassinat. Va desembarcar a Cirene, on els ciutadans eren favorables a Pompeu i havien tancat les portes a Labiè.
A la primavera del 47 aC va marxar amb els seus soldats pel desert durant sis dies resistint gana i set, fins que es va reunir amb Quint Cecili Metel Pius Escipió, Publi Ati Var i el rei númida Juba I. L'exèrcit volia com a cap a Cató, però el grau superior el tenia Escipió. Cató va restar a Útica, i Escipió va anar a presentar combat a la batalla de Tapsos el 6 d'abril del 46 aC i fou derrotat.

### Mort
Les forces de Cató eren les darreres que quedaven. Cató va voler resistir, però la ciutat es volia rendir. Va aconsellar als seus amics de fugir pel port, i aquella nit es va suïcidar tallant-se les venes al bany. Fou salvat pels seus amics abans de morir i va recuperar el coneixement, però va morir poc després (46 aC, a 49 anys). Fou enterrat a Útica, i el seu funeral va tenir molta pompa. De la seva mort a Útica deriva el nom amb què ha estat conegut en la posteritat.
Cèsar va lamentar que Cató li hagués pres la glòria de perdonar-li la vida. Va deixar un fill de la seva primera muller, Atília, dit també Marc Porci Cató, i tres fills de la segona, Màrcia, dels quals no es coneixen els noms i amb minsa participació en la vida política o militar posterior.
Se'n van escriure diverses biografies. La primera, de Ciceró, Cató, que va provocar una contrabiografia de Cèsar, Anticató, que com que era constituïda per dos llibres, es va dir els Anticatons, on les acusacions de Cèsar no foren cregudes pels contemporanis.